# Nemoura concava
Nemoura concava är en bäcksländeart som beskrevs av Li, W. och Ding Yang 2008. Nemoura concava ingår i släktet Nemoura och familjen kryssbäcksländor. Inga underarter finns listade i Catalogue of Life.